# Chaîne du Trou d'Eau
La chaîne du Trou d'Eau forme un massif montagneux du centre d'Haïti. Il constitue le prolongement oriental de la chaîne des Matheux et une ramification de la sierra de Neiba en République dominicaine. Ces montagnes s'élèvent au nord-est du lac du Trou Caïman et s'étendent du nord-ouest au sud-est. La chaîne culmine à 638 mètres d'altitude.
La chaîne du Trou d'Eau est en grande partie déboisée.